# Heinrich Cron (Kistler)
Heinrich Cron (auch Kron) (* um 1530 wahrscheinlich in Augsburg; † 9. Juli 1578 in Augsburg) war ein deutscher Kistler (Kunstschreiner) der Renaissancezeit, Ratsherr und Bürgermeister von Augsburg.

## Leben und Wirken
Er war in Augsburg ansässig und arbeitete vielfach für die Fugger und die Innsbrucker Regierung. Heinrich Crons künstlerische Schaffensphase bzw. berufliche Aktivität erstreckte sich von 1535 bis 1575.
1549 wurde er Mitglied des von Karl V. am 24. Januar 1549 eingesetzten großen Rats und 1555 gemäß dem kaiserlichen Extensions-Dekret vom 29. Juni 1555 (zusätzliches) Mitglied des Kleinen Rats in Augsburg. Im Jahr 1561 wurde er einer der Amtsbürgermeister. 1575 schied er aus dem Rat aus.
In erster Ehe war er mit Anna Flicker verheiratet. Mit dem Künstler Hans Kels dem Jüngeren, mit dem er wiederholt zusammenarbeitete, war er wohl über dessen Frau Barbara Flicker verschwägert.
In zweiter Ehe war Heinrich Cron mit Anna Heidbrecht (Haibrecht) verheiratet. Aus dieser Verbindung entsprang als zweiter Sohn der Gewürz- und Edelsteinhändler Ferdinand Cron (1554–1637).

## Werk
1546 schuf er für Anton Fugger zusammen mit dem Hans Kels dem Jüngeren aus Eichen-, Fichten- und Nussbaumholz im Renaissancestil das Kabinett aus dem Fuggerschen Pfleghaus in Donauwörth, das heute im Bayerischen Nationalmuseum gezeigt wird.
Nachdem Ferdinand I. bei Anton Fugger hinsichtlich einer Empfehlung von Künstlern für die neu zu gestaltenden Decken des Goldenen Saales und der Paradiesstube in der Hofburg (Innsbruck) angefragt hatte, wurde Heinrich Cron zusammen mit Hans Kels dem Jüngeren und Christoph Amberger 1550 nach Innsbruck entsandt, um dort entsprechende Visierungen zu erstellen.